# Adiantum davidii
Adiantum davidii là một loài thực vật có mạch trong họ Adiantaceae. Loài này được Franch. miêu tả khoa học đầu tiên năm 1887.